# STS-41-C
STS-41-C (Space Transportation System-41-C) var Challengers femte rumfærge-mission.
Opsendt 6. april 1984 og vendte tilbage den 13. april 1984.

## Besætning
- Robert Crippen (kaptajn)
- Francis Scobee (pilot)
- George Nelson (missionsspecialist)
- James van Hoften (missionsspecialist)
- Terry Hart (missionsspecialist)

## Missionen
Hovedartikler: